# Ксенофонт Ефеський
Ксенофонт Ефеський (II—III століття) — відомий давньогрецький письменник часів Римської імперії. Автор одного з 5-ти давньогрецьких романів.

## Життєпис
Народився у м.Ефес (Мала Азія). Надалі мешкав у Кампанії, втім де саме невідоме. Початок його творчості припала на правління імператорів Марка Аврелія та Коммода. Напевне Ксенофонт жив до середини III століття. Відомий як автор грецького «роману». З його творчості дійшла лише одна літературна праця — «Ефеські оповідки або Анфія та Амброком». Це роман про любов, стосунки між молодятами, їх пригоди, має моралістичне спрямування. «Ефеські оповідки…» складаються з 10 книг. Єдиний примірник, що сьогодні відомий, є копією XIV століття, яка зберігається у Лаврентіанській бібліотеці (Флоренція, Італія).